# Asterophila perknasteri
Asterophila perknasteri is een slakkensoort uit de familie van de Eulimidae. De wetenschappelijke naam van de soort is voor het eerst geldig gepubliceerd in 1994 door Warén, in Warén & Lewis.